# Virginia Slims of California 1987
Virginia Slims of California 1987 — жіночий тенісний турнір, що проходив на закритих кортах з килимовим покриттям у Сан-Франциско (США). Належав до турнірів 3-ї категорії в рамках Туру WTA 1987. Відбувсь ушістнадцяте і тривав з 9 до 15 лютого 1987 року. Третя сіяна Зіна Гаррісон здобула титул в одиночному розряді.

## Фінальна частина

### Одиночний розряд
Зіна Гаррісон —  Сільвія Ганіка 7–5, 4–6, 6–3

### Парний розряд
Гана Мандлікова /  Венді Тернбулл —  Зіна Гаррісон /  Габріела Сабатіні 6–4, 7–6(7–4)